# 12 ans d'âge
Pour plus de détails, voir Fiche technique et Distribution.
12 ans d'âge est une comédie française réalisée par Frédéric Proust et sortie en 2013.

## Synopsis
Charles part à la retraite. Après trente années dans un poste ennuyeux dans une petite agence bancaire, il s'en va heureux et soulagé de "ne plus voir les gueules" de ses collègues. Lors de la cérémonie de départ, son meilleur ami Pierrot est présent, c'est le début pour les deux comparses d'une période des quatre cents coups, eux qui ont toujours rêvé de pouvoir faire de grosses bêtises, la retraite est le moment ou jamais pour cela. Beuveries, dragues (volontairement) minables, canulars, et autres amusements en tout genre, il leur vient petit à petit l'idée de passer à la vitesse supérieure, et ils germent alors le plan de voler l'agence bancaire dans laquelle Charles travaillait. Mais en prenant en compte leur âge avancé, le fait que Charles n'a pas le permis, et de ménager la famille de Charles et l'éternel amour de Pierrot, à qui il n'a jamais réussi à vraiment avouer son amour...

## Fiche technique
- Titre : 12 ans d'âge
- Réalisation : Frédéric Proust
- Scénario : Frédéric Proust
- Musique : Laurent Petitgand
- Montage : Louise Decelle
- Costume : Alexia Crisp-Jones
- Photographie : Denis Gaubert
- Producteur : Hélène Cases
- Production : Lionceau Films
- Distribution : Pyramide Distribution
- Format :  Technicolor - 1,85:1 - 35 mm
- Pays :  France
- Genre : comédie
- Durée : 85 minutes
- Dates de sortie : 
  - France : 12 juin 2013 (Festival du film de Cabourg) ; 26 juin 2013 (sortie nationale)
  - Belgique : 25 septembre 2013

## Distribution
- François Berléand : Charles
- Patrick Chesnais : Pierrot
- Anne Consigny : Dany
- Florence Thomassin : Cathy
- Élise Lhomeau : Manon
- Aymen Saïdi : Ahmed

## Autour du film
- Il s'agit du premier long métrage de Frédéric Proust.
- Le film a fait 69 460 entrées en France[1].